# Матросово (Гур'євський міський округ)
Матро́сово (рос. Матросово) — селище Гур'євського міського округу, Калінінградської області Росії. Входить до складу Храбровського сільського поселення.
Населення —  484 особи (2015 рік). 

## Населення
| 2002 | 2010 |
| ---- | ---- |
| 500  | ↘484 |